# Como pan caliente
Como pan caliente é uma telenovela argentina produzida pela Pol-ka Producciones e exibida pelo Canal 13 entre 10 de outubro de 1996 e 6 de agosto de 1997.

## Elenco
- María Valenzuela - Marcela
- Mirta Busnelli - Margarita
- Marita Ballesteros - Virginia
- Leonor Benedetoo - Claudia
- Mario Pasik - Horacio
- Mauricio Dayub - Federico
- Carmen Barbieri - Silvia
- Fabián Mazzei - Andrés
- Osvaldo González - Poli
- Ricardo Lavié - Fermín
- Luis Longhi - Gustavo